# Bauhinia mollis
Bauhinia mollis là một loài thực vật có hoa trong họ Đậu. Loài này được (Bong.) D.Dietr. miêu tả khoa học đầu tiên.